# Trần Đăng Ninh
Trần Đăng Ninh (1910 – 1955) là nhà hoạt động cách mạng và quân sự, Chủ nhiệm đầu tiên của Ủy ban Kiểm tra Trung ương Đảng, Chủ nhiệm đầu tiên của Tổng cục Cung cấp giai đoạn 1950 – 1955 (nay là Tổng cục Hậu cần). Huân chương Sao Vàng và ông còn là con người có công lớn trong cách mạng.

## Cuộc đời và sự nghiệp

### Trước năm 1945
Ông tên thật là Nguyễn Tuấn Đáng, quê tại thôn Quảng Nguyên, xã Quảng Phú Cầu, huyện Ứng Hòa, tỉnh Hà Đông (nay là thành phố Hà Nội). Dù gia cảnh khó khăn thiếu thốn, ông vẫn quyết tâm vượt khó học hết tiểu học.
Lớn lên, ông ra Hà Nội học nghề in và làm thợ tại nhà in Lê Văn Tân. Sau đó, tham gia hoạt động cách mạng từ năm 1930 trong phong trào công nhân ngành in. Năm 1935, ông giác ngộ với cách mạng. Năm 1936, ông được cử vào nghiệp đoàn bí mật và gia nhập Đảng Cộng sản Đông Dương.
Từ năm 1937 đến năm 1939, ông đã tổ chức và lãnh đạo nhiều cuộc bãi công, bãi thị, mít tinh, đấu tranh chống thuế...
Năm 1939, ông là Ủy viên Thành ủy Hà Nội, tham gia lãnh đạo phong trào đấu tranh của công nhân. Năm 1940, ông là Ủy viên Xứ ủy Bắc Kỳ. Khi khởi nghĩa Bắc Sơn bùng nổ, ông được cử về huyện Bắc Sơn tham gia lãnh đạo phong trào cách mạng, lập Ủy ban cách mạng, tổ chức du kích, xây dựng căn cứ Ngũ Viễn – Vũ Lăng.
Ngày 11/11/1940, ông tham gia Hội nghị Ban chấp hành trung ương Đảng Cộng sản Đông Dương lần thứ 7 cùng các ông Trường Chinh, Hoàng Văn Thụ, Hoàng Quốc Việt, Phan Đăng Lưu... Hội nghị đã khẳng định chuyển hướng chỉ đạo chiến lược, nêu cao nhiệm vụ giải phóng dân tộc của Hội nghị Trung ương Đảng Cộng sản Đông Dương lần thứ 6 là đúng đắn. Hội nghị chỉ rõ kẻ thù chính của cách mạng Việt Nam lúc này là phát xít Nhật, quyết định phát triển ảnh hưởng của cuộc khởi nghĩa Bắc Sơn và hoãn cuộc khởi nghĩa Nam Kỳ.
Tháng 5 năm 1941, ông là Ủy viên Dự khuyết Ban Chấp hành Trung ương Đảng Cộng sản Đông Dương.
Đến tháng 7/1941, ông được cử làm Bí thư Xứ ủy Bắc Kỳ. Cuối năm đó, ông bị mật thám bắt và bị kết án 20 năm tù khổ sai. Năm 1942, bị giam tại nhà tù Hỏa Lò, ông vẫn hoạt động chống chế độ của nhà tù đế quốc nên cuối năm bị chuyển lên nhà tù Sơn La. Tại đay, ông đã hoạt động trong tổ chức bí mật của Đảng trong nhà lao, tham gia tổ chức huấn luyện chính trị và quân sự cho các tù nhân chính trị.
Tháng 3 năm 1943, ông vượt ngục lần thứ nhất trốn khỏi nhà tù Sơn La cùng các ông Nguyễn Lương Bằng, Nguyễn Văn Trân, Lưu Đức Hiểu trở về xuôi và hoạt động trong Ban thường vụ Xứ ủy Bắc Kỳ. Nhưng đến tháng 9 năm 1943 thì bị bắt lại và bị giam tại nhà tù Hỏa Lò, Hà Nội.

### Từ năm 1945 đến khi mất
Tháng 3 năm 1945, ông vượt ngục lần hai. Đây là cuộc vượt ngục có quy mô lớn gồm khoảng 100 tù chính trị, trong đó có các ông Đỗ Mười, Trần Tử Bình. Sau đó, ông được cử làm ủy viên Ủy ban Quân sự cách mạng Bắc Kỳ, phụ trách chiến khu Hoàng Hoa Thám. Tháng 8 năm 1945, ông được cử vào Tổng bộ Việt Minh, tham gia Ủy ban Khởi nghĩa Toàn quốc và Đại hội Quốc dân Tân Trào.
Cách mạng Tháng Tám nổ ra, ông được phân công cùng ông Võ Nguyên Giáp chỉ huy quân giải phóng, tiến đánh tỉnh lỵ Thái Nguyên, sau đó bảo vệ Chủ tịch Hồ Chí Minh về Hà Nội.
Sau Cách mạng tháng 8 năm 1945, ông được cử làm Đặc phái viên của Ban Chấp hành Trung ương Đảng vào công tác ở Trung Bộ và Nam Bộ, Giữa năm 1946, ông được cử lên công tác tại Phú Thọ. Tại đây, ông bị Quốc dân đảng bắt giam, nhưng ông thoát được.
Ngày 20/11/1946, quân Pháp đánh chiếm Hải Phòng. Ông cùng với ông Nguyễn Lương Bằng được Chủ tịch Hồ Chí Minh giao nhiệm vụ bí mật ở lại xây dựng căn cứ địa Việt Bắc, lấy các huyện Đại Từ, Định Hóa, Phú Lương (Thái Nguyên), Sơn Dương, Yên Sơn, Chiêm Hóa (Tuyên Quang), Chợ Mới, Chợ Đồn (Bắc Kạn) làm địa bàn chính, đồng thời bố trí địa điểm làm việc của Chủ tịch Hồ Chí Minh, Trung ương Đảng, Chính phủ ở nhiều địa phương khác trong tỉnh Hà Đông (nay là Hà Nội).
Năm 1947, ông được cử giữ chức Trưởng ban Kiểm tra Ban chấp hành Trung ương Đảng kiêm, Tổng Thanh tra Phó, Ban Thanh tra Chính phủ (12/1949, ông từ chức Tổng Thanh tra Phó vào tháng 2/1951). Ông đã xây dựng nền móng tổ chức cho 2 cơ quan, đặc biệt chú trọng bồi dưỡng về mặt quan điểm tư tưởng, phương pháp kiểm tra và thanh tra cho cán bộ. Đồng thời trực tiếp chỉ đạo các đoàn kiểm tra, thanh tra phát hiện được những vấn đề cấp thiết, đóng góp cho sự lãnh đạo của Trung ương đảng và Chính phủ.
Ông đã tham gia chuyến đi bí mật cùng Chủ tịch Hồ Chí Minh sang Trung Quốc thiết lập quan hệ ngoại giao và yêu cầu Trung Quốc chi viện cho cuộc kháng chiến chống Pháp của Việt Nam.
Ông được cử làm Đặc phái viên Chính phủ phụ trách công việc sửa chữa đường sá và huy động nhân lực, vật lực phục vụ kháng chiến.
Năm 1950, ông được điều sang công tác trong quân đội, giữ chức Chủ nhiệm Tổng cục Cung cấp (sau là Tổng cục Hậu cần); Ủy viên Tổng quân ủy (1950-1955), kiêm Trưởng ban Cung cấp chiến dịch Biên giới (1950) .
Trong Đại hội Đảng lần thứ II, ông được bầu làm Ủy viên Ban Chấp hành Trung ương Đảng Lao động Việt Nam. Ông cũng chính là người xây dựng hệ thống dân công tiếp tế, một yếu tố dẫn đến thắng lợi cho Chiến dịch Điện Biên Phủ. Tuy nhiên, do sức khỏe kém, ông mất sau khi về tiếp quản Hà Nội một thời gian ngắn vào ngày 6 tháng 10 năm 1955. Sau khi qua đời, ban đầu thi hài ông được an táng tại quận Thanh Xuân, Hà Nội. Năm 1976, mộ ông được cải táng về Nghĩa trang Mai Dịch, Hà Nội.

## Vinh danh

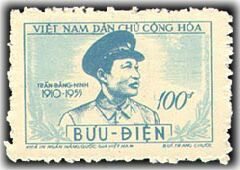
Chân dung Trần Đăng Ninh trên tem bưu chính Việt Nam Dân chủ Cộng hòa.

### Tặng thưởng
Ông được Nhà nước Việt Nam tặng thưởng:
- Huân chương Sao Vàng (truy tặng năm 2003).[3]
- Huân chương Độc lập hạng nhất.
- Huân chương Quân công hạng nhì.
- Huân chương Chiến thắng hạng nhất.

### Những đóng góp cao
Sau khi ông mất, để tưởng nhớ ông, tháng 7 năm 1956, Bưu điện Việt Nam Dân chủ Cộng hòa đã phát hành một bộ tem gồm 4 mẫu in hình chân dung của ông. Ngoài ra, tên của ông được đặt cho:
- Một con đường ở Thành phố Hà Nội.
- Một con đường và một phường ở thành phố Nam Định và một đường ở thành phố Điện Biên Phủ, tỉnh Điện Biên.
- Trường THCS của thành phố Nam Định, thành phố Hà Nội và trường Phổ thông Trung học của huyện Ứng Hòa tại xã Hoa Sơn, huyện Ứng Hòa được mang tên Trần Đăng Ninh.
- Tại khu đất của gia đình thôn Quảng Nguyên, xã Quảng Phú Cầu, huyện Ứng Hòa quê hương ông, vào năm 2003 đã xây dựng Khu lưu niệm Trần Đăng Ninh.